# Papiliorama
Koordinaten: 46° 59′ 21″ N, 7° 12′ 4″ O; CH1903: 581931 / 204261
Das Papiliorama (lateinisch papilio ‚Schmetterling, Falter‘) ist ein Spezialzoo in Kerzers im Kanton Freiburg, der sich besonders auf die Haltung von Schmetterlingen und Faltern konzentriert. Er zeigt daneben aber auch eine Vielzahl von Tieren aus dem südamerikanischen Regenwald und dem Amazonasgebiet. An der Bahnstrecke Kerzers–Lyss wurde für das Papiliorama ein eigener Haltepunkt eingerichtet.

## Geschichte
Das Papiliorama wurde am 5. Mai 1988 in Marin NE auf der Südseite neben dem großen Migros-Center zwischen Bahnhof und Autobahnausfahrt eröffnet. Am 1. Januar 1995 wurde es durch einen Grossbrand zerstört, konnte aber dank vieler Spenden im gleichen Jahr wiederaufgebaut werden. Da die Platzverhältnisse begrenzt waren, wurde es 2003 an den gegenüberliegenden Rand des Seelands nach Kerzers umgesiedelt. Bis 2010 trug es den Namenszusatz Papiliorama – Swiss Tropical Gardens.

## Ausstellungen

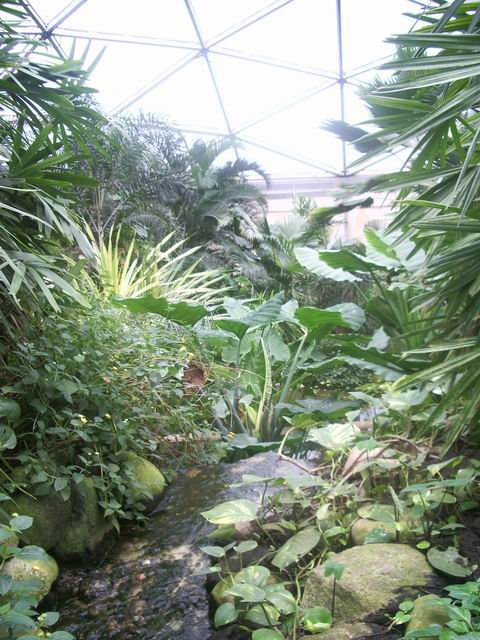
Innenansicht des Papilioramas

### Papiliorama
Das Papiliorama ist der grösste Schmetterlingsgarten der Schweiz. In einer Glaskuppel, mit 40 Meter Durchmesser und einer Maximalhöhe von 14 Metern, sind in einer künstlichen dschungelartigen Umgebung über 60 verschiedene tropische Schmetterlings- und Falterarten beheimatet. Ausserdem sind im Papiliorama folgende Tierarten zu sehen:
- Rothaubenturakos
- Riesenguramis
- Kragentauben
- Chinesische Zwergwachteln
- Pfauenaugen-Stechrochen
- Zwergrallen

### Nocturama
Im daneben liegenden Nocturama (lateinisch nocturna ‚nächtlich‘) werden nachtaktive Tiere der süd- und zentralamerikanischen Tropenwälder gezeigt. Der Tag- und Nachtzyklus wird durch die künstliche Beleuchtung um zwölf Stunden verschoben, um die Beobachtung der Tiere während deren Wachzustand zu ermöglichen.
Folgende Tierarten sind zu sehen:
- Brillenkäuze
- Faultiere
- Fledermäuse
- Greifstachler
- Gürteltiere
- Nachtaffen
- Pakas
- Wickelbären
- Erdferkel

### Swiss Butterfly Garden
2004 öffnete im Papiliorama eine Voliere für einheimische Schmetterlingsarten. Auf einer Gesamtfläche von etwa 500 m² beinhaltet die Voliere mehrere lebenswichtige Habitate für einheimische Schmetterlinge, wie zum Beispiel Magerwiesen und Trockenrasen. Während des Sommers fliegen im Swiss Butterfly Garden über zehn einheimische Schmetterlingsarten und vermehren sich auch in der Voliere.

### Jungle-Trek
Der Jungle-Trek wurde im März 2007 eröffnet. Diese Ausstellung zeigt die Artenvielfalt der Tropenwälder mit ihren Tieren und Pflanzen.

## Weitere Attraktionen
Im Streichelzoo werden vor allem Haus- und Nutztiere gezeigt, die Kinder füttern und streicheln können. Des Weiteren ist das sogenannte Pongo plaza, ein Kinderspielplatz, vorhanden. Zusätzlich ein grosser Wasserspielplatz und ein Auengebiet mit Beobachtungshütte.